# Йордан (консул 470 г.)
Вижте пояснителната страница за други личности с името Йордан.
Флавий Йордан (на латински: Flavius Iordanes) е политик на Източната Римска империя през 5 век.

## Биография
Син е на вандала Йохан и e арианин. През 465 г. император Лъв I го прави magister militum и има функцията на comes stabuli. През 466 г. е номиниран за magister militum на Изтока, втори след Аспар. През 470 г. той е консул заедно с Месий Фоеб Север.